# Пеллетье, Янник
Янник Пеллетье (нем. Yannick Pelletier; 22 сентября 1976, Биль) — швейцарский шахматист, гроссмейстер (2000). Первый гроссмейстер в истории Швейцарии, родившийся на её территории (все остальные швейцарские гроссмейстеры приехали в страну уже в зрелом возрасте).
Член символического клуба победителей чемпионов мира Михаила Чигорина с 17 ноября 2015 года.

## Карьера
Выполнил норму гроссмейстера на 34-й шахматной олимпиаде 2000 года в Стамбуле, после чего официально получил титул гроссмейстера в 2001 году. Выиграл Открытый шахматный турнир Швейцарии 6 раз — в 1995, 2000, 2002, 2010, 2014 и 2017 годах. Также выигрывал многочисленные титулы на Швейцарских командных чемпионатах со своим первым клубом «Биль» и позднее «SG Цюрих».
В 2005 году завоевал титул Немецкой Бундеслиги с бременским Вердером. Также выигрывал Французский командный чемпионат с Клиши в 2007, 2008, 2012 и 2013 годах, Французский кубок в 2008 и 2009 годах. В 2018 году выиграл золотую медаль, выступая за шахматный клуб «Bischwiller» и помог команде выиграть Французский командный чемпионат.
В 2001 поделил первое-четвертое места на 9-м турнире в Нойшатель. Выиграл открытый рождественский турнир в Цюрихе единолично в 2001 (6,5 из 7) и в 2006 и поделил первое место в 2002, 2004, 2007, 2008 и 2009 годах. Выиграл Открытый турнир Мартиники единолично в 2012 году и на тай-брейке в 2013.
Лидер национальной швейцарской команды, Пеллетье представлял её на всех основных турнирах (Шахматные олимпиады, Европейские командные чемпионаты) начиная с 1996 года.
В октябре 2015 победил второго номера Хикару Накамуру на Кубке европейских клубов в Скопье. Спустя всего месяц на Европейском командном чемпионате в Рейкьявике обыграл чемпиона мира Магнуса Карлсена, став лишь третьим швейцарцем, обыгравшим действующего чемпиона мира (после Оскара Нэгели в 1932 и Виктора Корчного).
В ноябре 2016, выступая за клуб «SG Цюрих» на Кубке европейских клубов в Новом Саде, смог достичь своего лучшего рейтинга (2803).
Свободно говорит на французском, английском, немецком, испанском и русском. Является одним из самых высоко оцениваемых комментаторов на шахматных турнирах. Назван шахматным историком Эдвардом Уинтером одним из пяти лучших интернет-комментаторов.
С 2013 по 2018 работал директором международного шахматного турнира в Биле.

## Изменения рейтинга
| Графики недоступны из-за технических проблем. См. информацию на Фабрикаторе и на mediawiki.org. |

## Сёги
Играет в сёги.
В сентябре 2013 принял участие в специальном турнире под названием Марсельский биатлон, объединившем шахматы и сёги. Выиграл шахматную составляющую соревнований, 4.5 из 5, и набрал 3 из 5 в сёги, что позволило ему выиграть весь турнир. С тех пор улучшил навыки игры в сёги и принял участие в 5-м Международном Форуме сёги в Сизуоке.
В 2014 году достиг 1 дана ФЕСА.